# East Rochester (Nowy Jork)
East Rochester – miasto w Stanach Zjednoczonych, w stanie Nowy Jork, w hrabstwie Monroe.